# Ligustrum sinense
La aligustrina, ligustrina, ligustrín, o aligustre   (Ligustrum sinense) es una especie de arbusto caducifolio del género perteneciente a la familia de las oleáceas.

## Descripción
Son arbustos o pequeños árboles de 2-4 (-7) m, caducifolios. Ramas cilíndricas, vellosas, pubescentes, pilosas. Pecíolos de 2-8 mm; limbo oval, con hojas oblongas, elípticas a lanceoladas, o suborbicular, de 2-7 (-13) × 1-3 (-5,5) cm, densamente vellosas a escasamente pubescente o glabras, de papel a algo coriáceas, el ápice agudo a acuminado, a veces obtuso y con 4-6 venas  a cada lado del nervio medio. Panículas axilares o terminales, de 4-11 x 3-8 cm, con o sin hojas en la base. Pedicelo de 1-5 mm.  Cáliz de 1-1,5 mm, glabros o pubescente. Corola de 3.5-5.5 mm; tubo ligeramente más corto que los lóbulos. Fruto subgloboso de 5-8 mm de diámetro.

## Distribución y hábitat
Es  originario de China donde se mezcla de los bosques, valles, a lo largo de los arroyos, matorrales, barrancos a 200-2700 m s. n. m. en Anhui, Fujian, Gansu, Cantón, Guangxi, Guizhou, Hainan, Hubei, Hunan, Jiangsu, Jiangxi, Shaanxi, Sichuan, Taiwán, Xizang, Yunnan Zhejiang y Vietnam. Está naturalizado, e incluso cultivado como ornamental, en Europa, África, Australasia, Sudamérica y Norteamérica.

## Variedades aceptadas
- Ligustrum sinense var. coryanum (W.W.Smith) Handel-Mazzetti
- Ligustrum sinense var. myrianthum (Diels) Hoefker

Las otras variedades descritas son meros sinónimos o taxones todavía sin resolver.

## Sinónimos
- Ligustrum calleryanum Decne.
- Ligustrum chinense Carrière
- Ligustrum deciduum Hemsl.
- Ligustrum fortunei C.K.Schneid.
- Ligustrum indicum (Lour.) Merr.
- Ligustrum matsudae Kaneh. ex T.Shimizu & M.T.Kao
- Ligustrum microcarpum Kaneh. & Sasaki
- Ligustrum microcarpum var. shakaroense (Kaneh.) Shimizu & T.C.Kao
- Ligustrum nokoense Masam. & T.Mori
- Ligustrum nokoensis Masam. & K. Mori
- Ligustrum shakaroense 'Kaneh. no.inval.
- Ligustrum sinense var. nitidum Rehder
- Ligustrum sinense var. sinense
- Ligustrum sinense var. stauntonii (DC.) Rehder
- Ligustrum sinense var. villosum (May) Rehder ex C.K.Schneid.
- Ligustrum stauntonii DC.
- Ligustrum villosum May
- Olea consanguinea Hance ex Walp.
- Olea microcarpa Vahl [Illegitimate]
- Olea rigida Steud. [Invalid]
- Olea walpersiana Hance ex Walp.
- Phillyrea indica Lour.[3]